# Gouvernement İsmet I
 (avril 2020).
Si vous disposez d'ouvrages ou d'articles de référence ou si vous connaissez des sites web de qualité traitant du thème abordé ici, merci de compléter l'article en donnant les références utiles à sa vérifiabilité et en les liant à la section « Notes et références ».
République de Turquie
 İsmet II (en)
Le gouvernement İsmet I (en turc : I. İnönü Hükûmeti) est le premier gouvernement de la république de Turquie (en turc : 1. Türkiye Cumhuriyeti Hükûmeti), en fonction entre le 30 octobre 1923 (proclamation de la république de Turquie (tr)) et le 6 mars 1924 (sursurlendemain de l'abolition du califat), durant la deuxième législature (en) de la Grande Assemblée nationale de Turquie.

## Composition initiale

### Premier ministre
| Portrait    | Fonction         | Nom | Nom         | Parti |
| ----------- | ---------------- | --- | ----------- | ----- |
| İsmet İnönü | Premier ministre |     | İsmet Pacha | CHP   |

### Ministres
| Portrait               | Fonction                                                     | Nom                                         | Nom         | Parti |
| ---------------------- | ------------------------------------------------------------ | ------------------------------------------- | ----------- | ----- |
| Ismet Pacha            | Ministre des Affaires étrangères                             |                                             | İsmet Pacha | CHP   |
| Mustafa Fevzi Bey      | Ministre de la Charia et des Awqaf                           | Mustafa Fevzi Bey (tr)                      |             | CHP   |
| Seyyid Bey             | Ministre de la Justice                                       | Seyyid Bey (tr)                             |             | CHP   |
| Fevzi Pacha            | Ministre de l'État major                                     | Fevzi Pacha                                 |             | CHP   |
| Kazim Pacha            | Ministre de la Défense nationale                             | Kâzım Pacha                                 |             | CHP   |
| Kazim Pacha            | Ministre de l'Intérieur                                      | Ferit Bey (en)                              |             | CHP   |
| Hasan Fehmi Bey        | Ministre des Finances                                        | Hasan Fehmi Bey (jusqu'au 02/01/1924)       |             | CHP   |
| Mustafa Abdülhalik Bey | Ministre des Finances                                        | Mustafa Abdülhalik Bey                      |             | CHP   |
| Ismail Safa Bey        | Ministre de l'Éducation nationale                            | İsmail Safa Bey (tr)                        |             | CHP   |
| Mustafa Necati Bey     | Ministre des Échanges, du Développement et de l'Installation | Mustafa Necati Bey (en)                     |             | CHP   |
| Ahmet Muhtar Bey       | Ministre des Travaux publics                                 | Ahmet Muhtar Bey (tr) (jusqu'au 19/01/1924) |             | CHP   |
| Suleyman Sırrı Bey     | Ministre des Travaux publics                                 | Süleyman Sırrı Bey (tr)                     |             | CHP   |
| Refik Bey              | Ministre de la Santé et de l'Aide sociale                    | Refik Bey                                   |             | CHP   |
| Hasan Husnu Bey        | Ministre de l'Économie                                       | Hasan Hüsnü Bey                             |             | CHP   |